# Dalida
Iolanda Cristina Gigliotti (Kairo, 17. siječnja 1933. – Pariz, 3. svibnja 1987.), profesionalno poznata kao Dalida, bila je francuska pjevačica i glumica, rođena u Egiptu od roditelja Talijana. Međunarodno je najuspješniji francuski izvođač svih vremena. Pjevala je raznoliki repertoar sentimentalnih balada i zabavne glazbe. Srčanim interpretacijama stekla je naklonost široke publike, ali i političara i intelektualca.
Nakon što je osvojila naslov Miss Egipta 1954. godine, preselila se u Pariz te je 1956. godine doživjela uspjeh preko noći s pjesmom Bambino. Usljedile su uspješnice; Gondolier, Come Prima, Am Tag als der Regen kam, Les Enfants du Pirée i Itsi bitsi petit bikini koje su obilježile prve godine njene karijere te postale pop standardi. Ranih 1960-ih godina Dalida je već dio frankofonske svakodnevice i vodeći pjevač u Europi te joj je 1964. uručen prvi platinasti disk u povijesti. Dalida niže nove uspjehe; La Danse de Zorba, Il Silenzio, Bang Bang, Ciao amore ciao i Le temps des fleurs, koje pjeva na koncertima diljem svijeta, provodeći dvije trećine svake godine na turnejama.
Godine 1970. Dalida se osamostaljuje osnivajući vlastitu diskografsku kuću te je neprekidni uspjeh zajamčen pjesmom Darla dirladada. Slijede neke od najpoznatijih francuskih pjesama svih vremena; Paroles Paroles, Je suis malade, Gigi l'Amoroso i Il venait d'avoir 18 ans. U drugoj polovini 1970-ih Dalida uvodi disko u Europu pjesmom J'attendrai i afirmira se kao Kraljica diska pjesmama Besame mucho, Generation 78 i Laissez moi danser. Istodobno na bliskom istoku prednjači s raï megahitovima Salma Ya Salama i Helwa Ya Balady, koja postaje neslužbena himna Egipta.
Kroz 1980-e Dalida uživa status dive, noseći svoj povijesni show iz Palais Des Sports preko 5 svjetskih kontinenata s pjesmama Comme disait Mistinguett i Gigi in paradisco. Novi niz problema u osobnom životu usporava Dalidinu karijeru, što se odražava u nekim od njenih pjesama; Mourir sur scene i Pour en arriver la, koje postaju njen zaštitni znak. U filmu Le sixieme jour iz 1986. Dalida ostvaruje dugoočekivanu krunu glumačke karijere. Nepunih godinu dana kasnije, preplavljena osobnim tragedijama, počinila je samoubojstvo 4 dana nakon svog zadnjeg koncerta.
Za života smatrana ikonom, njezina smrt dovela je do slike tragične dive i poznate pjevačice. Jedini je izvođač u frankofonskom svijetu s uspjehom u više žanrova. Dalida je najprodavaniji i najnagrađivaniji francuski izvođač svih vremena. Drži svjetski rekord za pjesmu s najviše tjedana na broju jedan top ljestvice. Prodavši 170 milijuna singlova i albuma tijekom svoje 31-godišnje karijere, primila je više od 70 zlatnih ploča i bila je prva pjevačica koja je dobila platinastu i dijamantnu ploču.

## Karijera
Godine 1954. Dalida se po prvi put pojavljuje u javnosti, kad postaje Miss Egipta, predstavljajući svoju domovinu na svjetskom natjecanju, a u prvo vrijeme nastupa i u filmovima ("Joseph et ses frères", "The Mask of Toutankhamon" i "A Drink and a Cigarette").
Dana 25. prosinca 1954. Dalida odlazi u Pariz, kako bi postala glumica. U Parizu Dalida u prvo vrijeme ostvaruje uloge u dva filma, ali bez nekog značajnijeg uspjeha.  
Dalidina karijera kao pjevačica počinje dvije godine kasnije, kad 1956. nastupa na natjecanju mladih pjevača šansone u glasovitom pariškom Music Hallu "Olympia". Tu je otkrivaju istovremeno tri ključne osobe tadašnje francuske glazbene scene: šef kuće Bruno Coquatrix, glazbeni producent Eddie Barclay i direktor programa Radija "Europe 1", Lucien Morisse. Coquatrix će za Dalidu reći, da njen glas pun boje i volumena ima sve što muskarci obožavaju: nježnost, senzualnost i erotiku. 
Već prva ploča Bambino krajem 1956. postaje superhit i prelijepoj Talijanki donosi prvu Zlatnu ploču. Od tada se njeno ime redovito pojavljuje u međunarodnim događanjima, uključujući i Jugoslaviju. 1958. Dalida postaje "Pjevačica godine", te zajedno s Yvesom Montandom dobiva odličje "Music Hall Bravo". 
Sljedeću je Zlatnu ploču Dalida dobila 1959. za hit s Festivala Sanremo "Ciao Ciao Bambina", a sljedeće 1960. dobiva čak pet Zlatnih ploča za pjesme "Romantica", "Je t’aime follement", "Les enfants des Pireé", "Itsi-Bitsi-Teeni" i "Milord", sve same radio-uspješnice ranih 1960-ih. 
Dana 18. travnja 1961. Dalida stupa u brak s Lucienom Morisseom, čovjekom koji ju je otkrio. Brak sa stidljivim i povučenim Morisseom trajao je tek nekoliko mjeseci; 28-godišnja Dalida već se ubrzo nakon toga zaljubila u četiri godine mlađeg i temeperamentnijeg poljskog slikara Jeana Sobieskog, s kojim uskoro započinje zajednički život. 
Godine 1961. za Dalidu je također bila uspješna. Zlatnu ploču ovaj je put dobila za šansone "Last Waltz", "Papa achète moi un jukebox" i "Garde moi la dernière". U prosincu iste godine Dalida se na Montmartreu u Parizu useljava u dvorac iz snova, višekatnicu s prekrasnim pogledom. Taj ogroman glamurozan zamak izgrađen je u stilu pariške neorenesanse. Veza sa Sobieskim trajala je nešto manje od dvije godine. Nakon prekida veze s poljskim slikarom za mladu pjevačicu počinje vrijeme tuge.
Godine 1964. Dalida za Radio "Europe 1" prati "Tour de France" na svoj način: svake večeri, nakon utrke, znala bi nastupiti u nekom drugom gradu, pred drugom publikom. Na taj je način obišla cijelu Francusku, otpjevavši čak 3000 pjesama. U rujnu iste godine Dalida dobiva svoju prvu Platinastu ploču za prvih deset milijuna prodatih ploča. Godine 1967. joj u domovini njenih predaka, Italiji, odaju počast nagradom Oscar na Canzonissimi za najpopularniju pjevačicu. Na Bliskom Istoku i Jugoslaviji Dalida je zvijezda: njene se pjesme redovito čuju u programima domaćih radio-stanica, njena je moda i frizura uzor ženama u gradovima, a njeno ime pojam za ljepotu i uspjeh. Nerijetko su po provincijama roditelji između 1960. i 1980. odlučivali svojim kćerima davati upravo Dalidino ime. 
Blistave uspjehe na sceni pratile su često velike osobne tragedije. Tragično je završio Dalidin nastup na Festivalu Sanremo 1967., kad je nastupila u alternaciji sa svojim ljubavnikom i prijateljom, talijanskim kantautorom Luigijem Tencom. Dana 25. siječnja1967. šansonu "Ciao amore, ciao" otpjevao je najprije Tenco, a potom i Dalida. I dok je njemu sasvim otkazao glas, ona je ispraćena ovacijama.  
Kad je festivalski žiri oko 1 sat iza ponoći odlučio da ni Tenco, ni Dalida ne mogu nastupiti na završnoj večeri, mladi se talijanski kantautor odlučio ubiti. U hotelu "Savoy" sročio je oproštajno pismo, u kojem kritizira komercijalni odnos žirija prema festivalu, ispalivši potom metak u sljepoočnicu. Upravo je Dalida bila ta, koja je prva pronašla svog mrtvog ljubavnika, što ju je veoma pogodilo. Nakon ove tragedije Dalida je i sama razmišljala o samoubojstvu, jer u životu nije vidjela smisla. Konačno, ona i Tenco trebali su se par mjeseci kasnije, u travnja 1967. i vjenčati. 
Dalidu su mučile depresije, za koje publika nije znala, što ju je nagnalo da sastavi oporuku i majci ostavi sav svoj novac. U hotelu, u kojem je provela vrijeme svoje ljubavi s Tencom, Dalida je odsjela i ovaj put, s ciljem da se otruje tabletama i tako krene za svojim prerano preminulim dragim. Nakon pet dana probudila se iz kome, ni sama ne vjerujući da je živa. 
Svoju tadašnju krizu Dalida je prebrodila zahvaljujući psihoanalizi. "Tko sebe ne razumije, ne razumije ni ostali svijet", rekla je Dalida.

## Slava
Godine 1968. Dalida je za svoje zasluge oko francuske šansone dobila medalju predsjednika Charlesa de Gaullea. Elitna Maison des Intellectuels imenovala ju je titulom "Commandeur des Arts, Sciences et Lettres", dodjelivši joj istovremeno i počasni križ od Vermeila. Za pjesme "Les temps des fleurs", "Gigi" i "J’attendrai" dobila je nove Zlatne ploče.
Nakon 15-godišnje suradnje s nakladom zvuka "Barclay" Dalida 1970. sama preuzima produkciju svojih ploča. Njen stariji brat Orlando Gigliotti od tog je trenutka njen producent i menadžer. U rujnu iste godine njen se bivši muž Lucien ubio u svojoj 41. godini.
Nakon pauze od četiri godine Dalida se u studenome 1971. ponovo pojavljuje u glasovitoj pariškoj "Olympiji", sa sasvim novim repertoarom. Kako nitko iz glazbene branše nije vjerovao u njen povratak, salu je morala platiti i organizirati sama. Pa ipak, nastup u blještavoj bijeloj toaleti bio je pravi uspjeh: Dalida se ponovo dospjela na naslovnice magazina i novina.
Godine 1972. Dalida upoznaje slikara i pjevača Richarda Chanfraya, koji postaje njen novi pratilac. Chanfray je u pariškom društvu bio poznat kao grof od Saint-Germana. S njim je, nakon dugo vremena osobnih kriza i tragedija, Dalida ponovo bila sretna. Dalida i Chanfray živjeli su na njegovom imanju na Korzici. Godine 1974. Dalida snima svoj novi hit "Gigi l’amoroso" ("Gigi, ljubavnik") i "Il venait d’avoir 18 ans" ("Bilo mu je tek 18 godina"), velike hitove. Iste godine Dalida se penje na sam vrh top-ljestvice i po drugi put osvaja prestižnu nagradu "World Oscar for the Hit-Record of the Year". "Gigi l’amoroso" nagrađen u Francuskoj 1975. novom Platinastom pločom.
Dana 18. lipnja 1976. Richard, Dalida i njen brat Orlando u Dalidinoj kući na pariškom Montmartreu iznenađuju provalnika, kojeg je Richard ubio u samoobrani. Za vrijeme Richardova boravka u istražnom zatvoru, Dalida mu je znala iskazati ljubav riječima: "Ništa nam se neće dogoditi, sve dok smo zajedno. Tako te volim!". Istraga je trajala dvije godine i za to je vrijeme nestalo strastvene ljubavi između temperamentne Talijanke i njenog korzikanskog ljubavnika. Dalida je rastanak od Richarda krila od javnosti sve do trenutka, kad su bili poznati rezultati policijske istrage.
Pet godina kasnije, u julu 1983. mještani jednog gradića na jugu Francuske pronalaze leš Richarda Chanfraya na ulici. Kako policija navodi, citirajući oporuku i prijatelje, Richard nije mogao živjeti bez Dalide i morao je stoga izabrati ovaj put.  
Godine 1977. Dalida po prvi put nastupa u glasovitom "Carnegie Hallu" u New Yorku. Iste godine u Parizu, na pozornici hrama glazbe "Olympia", Dalida proslavlja 20 godina svoje burne, ali uglavnom uspješne karijere. Godine 1978. nastupa u filmu "Disco Superstar", a s pjesmom "Monday, Tuesday" 1979. godine i Dalida se, baš kao i Donna Summer ili Tereza Kesovija, okušava u vodama najnovijeg svjetskog glazbenog trenda, disco-a. 
Godine 1980. Dalida gostuje kao zvijezda revije u pariškoj Palais des Sports i pojavljuje se u filmu "Ubojice se ne predstavljaju". Povodom 25 obljetnice karijere Dalida iste godine dobiva i vrlo rijetku Dijamantnu ploču. S 48 godina uzima sate plesa. Pred svoj 50. rođendan shrvana je umorom javnih nastupa.
Za vrijeme zadnjih godina Dalidinog života njeno se ime više nije tako često pojavljivalo u internacionalnim hit-paradama. Biografi bilježe, da ju je Richardovo samoubojstvo vrlo zabrinulo i učinilo ozbiljnijom. Godine 1986. Dalida ponovo doživljava ovacije, kao za vrijeme starih dana slave, ovaj put u svom rodnom Kairu, gdje se održava premijera filma "Le 6eme jour" ("Šesti dan") Youssefa Chahinea, u kojem Dalida igra glavnu ulogu i pjeva naslovnu kompoziciju.

## Smrt
U nedjelju 3. svibnja 1987., negdje oko 18 sati, Dalidu pronalaze mrtvu u njenoj kući u Parizu. Policija je priopćila, da je velika diva francuske šansone umrla od prekomjerne doze tableta za spavanje. U oproštajnom pismu 54-godišnje Dalide stajala je samo rečenica: "Život mi je postao neizdrživ, oprostite mi."
S Dalidom je zauvijek otišla i epoha gramofonskih ploča. Bivši francuski ministar kulture Jack Lang opisao je Dalidino djelo kao "himnu života", no njene pjesme i danas žive.

## Međunarodni uspjesi, diskografija i fimografija

### Dalidini međunarodni uspjesi 1956. – 1987.
- (Manuel Benitez) El Cordobes (1966.)
- À ma manière (1980.)
- À qui? (1967.)
- Aghani Aghani (1982.)
- Am tag als der Regen Kam (1959./1982.)
- Americana (1981.)
- Amore Scusami (1964.)
- Amoureuse de la vie (1977.)
- Anima Mia (1974.)
- Aranjuez la tua voce (1967.)
- Avant de te connaître (1970.)
- Avec le temps (1971.)
- Bambino (1956.)
- Bang Bang (1966.)
- Besame Mucho (Embrasse-moi) (1976.)
- Buenas Noches mi Amor (1957.)
- C'est mieux comme ça (Le Parrain 2) (1975.)
- C'était mon ami (1984.)
- Captain Sky (1977.)
- Chanteur des années 80 (1980.)
- Chaque instant de chaque jour (1964.)
- Ciao Amore, Ciao (1967.)
- Ciao, Ciao Bambina (1959.)
- Come Prima (Tu me donnes) (1958.)
- Comme disait Mistinguett (1979.)
- Concerto pour une voix (1970.)
- Confidences sur la fréquence (1982.)
- Ça me fait rêver (1978.) - s Brunom Guillainom
- Dan Dan Dan (1968.)
- Dans le bleu du ciel bleu (1958.)
- Danza (1982.)
- Darla Dirladada (1970.)
- Et de l'amour... de l'amour (1975.) - s Richardom Chanfreyom kao " St-Germain "
- Eux (1963.)
- Femme (1983.)
- Femme est la nuit (1977.)
- Fini, la comédie (1981.)
- Gamil El Soura (1983.)
- Garde-moi la dernière danse (1961.)
- Génération 78 (1978.) - s Brunom Guillainom
- Gigi l'Amoroso (1974.)
- Gigi in Paradisco (1980.)
- Gondolier (1958.)
- Guitare et tambourin (1958.)
- Hava Naguila (1958.)
- Helwa Ya Baladi (1979.)
- Hene Ma Tov (1965.)
- Histoire d'un amour (1957.)
- Il faut danser reggae (1979.)
- Il pleut sur Bruxelles (1981.)
- Il Silenzio (Bonsoir mon amour) (1965.)
- Il venait d'avoir 18 ans / 18 Anni / He must have been eighteen (1973.)
- Ils ont changé ma chanson (1970.)
- Itsi bitsi petit bikini (1960.)
- J'ai rêvé (1959.)
- J'attendrai / Tornerai (1975.)
- Je l'attends (1962.)
- Je m'endors dans tes bras (1968.)
- Je pars (1958.)
- Je reviens te chercher (1967.)
- Je suis malade (1973.)
- Je suis toutes les femmes (1980.)
- Jouez Bouzouki (1982.)
- Kalimba de Luna (1984.)
- L'amour et moi (1981.)
- L'An 2005 (1969.)
- L'Arlequin de Tolède / Arlecchino (1960.)
- L'Innamorata (1984.)
- L'ultimo valzer (1967.)
- La chanson du Mundial '82 (1982.)
- La colpa e tua (1971.)
- La Danse de Zorba / La Danza di Zorba (1965./1986.)
- La leçon de Twist (1962.)
- La Mamma (1975., inédit 1996.)
- La Sainte Totoche (1965.)
- La vie en rose (1965./1976.)
- Lady d'Arbanville (1970.)
- Le Flamenco (1965.)
- Le jour du retour (1963.)
- Le jour le plus long (1962.)
- Le jour où la pluie viendra (1958./1982.)
- Le Lambeth Walk / The Lambeth Walk (1978.)
- Le petit bonheur (1976.)
- Le petit Gonzalès (1962.)
- Le promesse d'amore (1969.)
- Le restaurant italien (1983.)
- Le sixième jour (1986.)
- Le temps d'aimer (1985.)
- Le temps des fleurs (1968.)
- Le Vénitien de Levallois (1985.)
- Les anges noirs (1968.)
- Les choses de l'amour (1971.)
- Les enfants du Pirée (1960.)
- Les Gitans (1958.)
- Les hommes de ma vie (1986.)
- Les grilles de ma maison (1967.)
- Les p'tits mots (1983.)
- Love in Portofino (1959.)
- Lucas (1983.)
- Ma vie je la chante (1974.)
- Mama (1967.)
- Maman, la plus belle du monde (1957.)
- Marjolaine (1981.)
- Mein Lieber Herr (1975.)
- Milord (1960.)
- Monday, Tuesday... Laissez-moi danser / Let me dance tonight (1979.)
- Mourir sur scène (1983.)
- Ne lui dis pas (1975.)
- Nuits d'Espagne (1961.)
- Nostlagie (1981.)
- Oh! Lady Mary (1969.)
- Ô Sole Mio (1960.)
- Parce que je ne t'aime plus (1986.)
- Parle plus bas (Le Parrain) (1972.)
- Parlez-moi de lui (1966.)
- Paroles... Paroles... (1973.) - s Alainom Delonom
- Petit homme (1966.)
- Pour ne pas vivre seul (1972.)
- Pour te dire je t'aime (1984.)
- Problemorama (L'argent... l'argent...) (1979.)
- Quand je n'aime plus je m'en vais (1981.)
- Quand on n'a que l'amour (1957./1979.)
- Quand s'arrêtent les violons (1977.)
- Que sont devenues les fleurs? (1962.)
- Remember... c'était loin (1977.) - s Richardom Chanfreyom kao " St-Germain "
- Reviens-moi (1985.)
- Rio do Brasil (1980.)
- Romantica (1960.)
- Salma Ya Salama (1977.)
- Si j'avais des millions (1968.)
- Soleil / Mediterraneo (1984.)
- T'aimer follement (1960.)
- Ta femme (1974.)
- Ti Amo (Je t'aime) (1977.)
- Tony (1982.)
- Tu croiras (1963.)
- Tu n'as pas très bon caractère (1957.)
- Un po d'amore (1968.)
- Une femme à quarante ans (1981.)
- Vado Via (1973.)
- Vedrai Vedrai (1979.)
- Viva la pappa (1965.)
- Voilà pourquoi je chante (1978.)

### Cjelokupna diskografija (bez singlica i kompilacija)
- 1957.	Son Nom Est Dalida
- 1957.	Miguel
- 1958.	Gondolier
- 1958.	Les Gitans
- 1959.	Le Disque D'Or De Dalida
- 1959.	Love In Portofino
- 1960.	Les Enfants Du Pirée
- 1961.	Garde-Moi La Dernière Danse
- 1961.	Loin De Moi
- 1961.	Milord (u Italiji)
- 1962.	Le Petit Gonzalès
- 1963.	Eux
- 1964.	Amore Scusami
- 1965.	Il Silenzio (Bonsoir Mon Amour)
- 1966.	Pensiamoci Ogni Sera (u Italiji)
- 1967.	Olympia 67 (studio)
- 1967.	Ciao Amore, Ciao (u Italiji)
- 1968.	Un Po' D'Amore (u Italiji)
- 1968.	Le Temps Des Fleurs
- 1969.	Canta In Italiano (u Italiji)
- 1969.	Ma Mère Me Disait
- 1970.	Ils Ont Changé Ma Chanson
- 1971.	Une Vie
- 1972.	Olympia 71 (live)
- 1972.	Il Faut Du Temps
- 1973.	Sings In Italian For You (u Italiji)
- 1973.	Julien
- 1974.	Olympia 74 (live)
- 1974.	Manuel
- 1975.	Sempre più (u Italiji)
- 1975.	J'Attendrai
- 1976.	Coup De Chapeau Au Passé
- 1977.	Femme Est La Nuit
- 1977.	Olympia 77 (live)
- 1977.	Pour Toujours : Bande Originale (soundtrack)
- 1977.	Salma Ya Salama
- 1978.	Génération 78 / Voilà Pourquoi Je Chante / Ça Me Fait Rêver
- 1979.	Dédié À Toi (Monday Tuesday)
- 1980.	Gigi In Paradisco
- 1980.	Le Spectacle Du Palais Des Sports 1980 (live)
- 1981.	Olympia 81 (live)
- 1982.	Spécial Dalida
- 1982.	Mondialement Vôtre
- 1983.	Les P'Tits Mots
- 1984.	Dali
- 1986.	Le Visage De L'Amour
- 1987.	Tigani Bi Arab (u Egiptu)
- 1995.	Comme Si J'Étais Là... (remix album)
- 1996.	À Ma Manière (remix album)
- 1997.	Olympia 1959 (live reizdanje)
- 1997.	L'An 2005 (remix album)
- 1998.	Le Rêve Oriental (remix album)
- 2001.	Révolution 5° Du Nom (remix album)

### Filmografija
- Joseph and his brothers - (1954.) s Omarom Sharifom
- The mask of Toutankhamon - (1954.)
- Sigara we Kass /A glass and a cigarette - (1954.)
- Brigade des moeurs - (1957.)
- Rapt au deuxième bureau - (1958.)
- Parlez moi d'amour - (1960.)
- L'inconnue de Hong Kong - (1963.) sa Sergeom Gainsbourgom
- Ménage à l'Italienne - (1965.)
- Io to amo - (1968.)
- Comme sur des roulettes - (1977.)
- Dalida pour toujours - (dokumentarni film, 1977.)
- Le sixième jour / The Sixth Day - (1986.) - Youssef Chahine